# Snekkerstenhallen
Snekkerstenhallen er en indendørs hal i Snekkersten i Helsingør Kommune til bl.a atletik indviet 2007. 
Først og fremmest indeholder multihallen en atletikarena med faciliteter til 60 meter løb, stangspring, højdespring, længdespring og trespring, kuglestød.
| Sport | Spire Denne artikel om sport er en spire som bør udbygges. Du er velkommen til at hjælpe Wikipedia ved at udvide den. |

|  | Denne artikel om en bygning eller et bygningsværk kan blive bedre, hvis der indsættes et (bedre) billede. Du kan hjælpe ved at afsøge Wikimedia Commons for et passende billede eller lægge et op på Wikimedia Commons med en af de tilladte licenser og indsætte det i artiklen. |

56°0′30.88″N 12°33′57.33″Ø / 56.0085778°N 12.5659250°Ø